# فرودگاه محلی شهرستان هارتسل–مرگان
فرودگاه محلی شهرستان هارتسل–مرگان (به انگلیسی: Hartselle–Morgan County Regional Airport) (به زبان بومی: Rountree Field) یک فرودگاه همگانی بهره‌برداری هوایی است که یک باند فرود آسفالت دارد و طول باند آن ۱۰۹۷ متر است. این فرودگاه در کشور ایالات متحده آمریکا قرار دارد و در ارتفاع ۱۹۱ متری از سطح دریا واقع شده‌است.